# Miguel Giménez Igualada
Miguel Giménez Igualada, connu également sous les noms de Miguel Ramos Giménez (son nom de naissance selon l’historien Vladimir Muñoz) et Juan de Iniesta, né le 26 janvier 1888 à Iniesta (Castille-La Manche) et mort le 26 novembre 1973 à Mexico, est un l'une des figures de proue de l’anarchisme individualiste espagnol.
Après une jeunesse illégaliste, devenu hostile à toute violence, il est un pacifiste intégral. Promoteur de Max Stirner, il diffuse en espagnol L'Unique et sa propriété.
Auteur prolifique, il a contribué à nombre de publications de la presse libertaire.

## Biographie
Il a été vendeur ambulant, chauffeur de taxi, bonimenteur de foire, jardinier, bouvier, responsable d’une sucrerie et professeur rationaliste à l’Athénée libertaire de Las Ventas de Madrid.
Après une jeunesse agitée et illégaliste en Uruguay, il fait ensuite le choix de la non-violence et du pacifisme.
Pendant la révolution sociale espagnole de 1936, il est le responsable du Théâtre du peuple à Barcelone et anime avec Rodolfo Gonzalez Pacheco la revue Nosotros de la Fédération anarchiste ibérique (FAI) de Valence.
Il est l’un des fondateurs de la Fédération des associations anarchistes individualistes et collabore à son journal Al Margen où écrivent notamment Han Ryner et Gérard de Lacaze-Duthiers.
En 1939, lors de la retirada, il est interné en France au camp de Bram (Aude) puis s’exile en Amérique latine : Argentine, Uruguay et Mexique où il participe, en 1942, à un meeting de protestation contre des extraditions de militants espagnols vers l'Espagne franquiste.

## Pensée politique
Profondément influencé par la lecture de Max Stirner, il en est le principal promoteur en Espagne, notamment par la diffusion de L'Unique et sa propriété, traduit en 1900, par Pedro González Blanco.
Pour Igualada, l'anarchisme est un humanisme. Il refuse toute autorité qui s'impose à la réflexion libre de l'individu. Mais par delà cette négation, il invite à une double activité intellectuelle : la défense de sa personnalité propre contre tout impératif extérieur et la défense de la personnalité de tous les autres. Il affirme que la liberté formelle est une liberté conditionnée par la domination, qu'elle n'est qu'une forme de l'esclavage.
Sa vision libertaire est « une conduite », « une éthique rigoureuse et une morale aimante » plutôt qu'un projet de société. Il se méfie de toute doctrine extérieure, de tout dogmatisme abstrait, qu'il faut nécessairement passer au crible de la pensée critique si l'on ne veut pas demeurer « un croyant ». Cela lui vaut de nombreuses inimitiés, y compris dans le mouvement libertaire.
Pour lui, « l'anarchiste confesse n'être toujours pas parvenu à découvrir les infinies harmonies humaines qui actuellement se vivent ou peuvent être vécues, si bien qu'il ne fait pas à ses frères, et ce contrairement au communisme libertaire, le triste cadeau d'un système de vie, et qu'il ne leur parle pas d'une doctrine salvatrice à laquelle ils doivent croire, assujettissant leur vie et la subordonnant à des normes tracées d'avance ».

## Œuvres
- Dolor (poème), 1944.
- Más allá del dolor, Mexico, Tierra et Libertad, 1946[8].
- Lobos en España, 1946.
- Un atentado, Los caminos del hombre, 1961.
- Anarquismo[9], 1968, préf. et trad. Guillaume Demange, L'Harmattan, coll. Mouvements des savoirs, 2010,  (ISBN 978-2-296-12371-7).
- El niño y la escuela, 1968.
- Salmos, 1968.
- Stirner[10], 1968.
- Trilogía de oratoria, 1968.

## Notices
- Notices d'autorité :   - VIAF
  - ISNI
  - BnF (données)
  - IdRef
  - LCCN
  - GND
  - Espagne
  - WorldCat
.
- Dictionnaire international des militants anarchistes : notice biographique.
- René Bianco, 100 ans de presse anarchiste : notice.
- Centre International de Recherches sur l'Anarchisme (Lausanne) : notice.
- (es) Miguel Iñiguez, Esbozo de una Enciclopedia histórica del anarquismo español, Fundación de Estudios Libertarios Anselmo Lorenzo, Madrid, 2001, page 267.
- (ca) Anarco Efemerides : notice biographique.